# Lunettes d'assurage

Principe de réflexion d'une lunette d'assurage. La lumière venant du dessus est reflétée jusqu'à l'œil de l'observateur.

Les lunettes d’assurage sont des lunettes à prisme permettant de renvoyer l’image du grimpeur à l’assureur sans que ce dernier ait à lever la tête.
Elles permettent un assurage plus confortable, puisque l’assureur sollicite moins ses cervicales. À terme le port de ces lunettes prévient les cervicalgies (douleurs du cou) liées à des contractures ou à l’usure des articulations pouvant amener à l’arthrose cervicale.

## Avantages
L’assurage devient ainsi plus attentif et sécurisant puisque l’assureur ne se voit pas obligé de reposer ses articulations. Il reste donc focalisé sur le grimpeur pendant toute la durée de l’ascension.
La monture des lunettes est étudiée pour permettre à l’assureur d’avoir un double champ de vision :
- Sur l'évolution du grimpeur
- Sur son environnement proche afin qu’il puisse contrôler la corde et utiliser son assureur.

## Historique
Les lunettes à prisme existent depuis les années 1960 et font l'objet d'un brevet technique. Elles sont basées sur le prisme de Bauernfeind, une invention du XIXe siècle.  Elles furent pensées pour les utilisateurs de transports en commun afin qu'ils puissent lire le journal lors des journées de grosse affluence. 
Leur utilisation pour l’escalade est plus récente. Power’n Play commercialise ces lunettes en Allemagne à partir de 2007. Elles reçoivent le prix ISPO Outdoor Award en 2008 qui vient récompenser leur qualité et leur innovation. Puis Y&Y Vertical arrive sur le marché français en 2013.

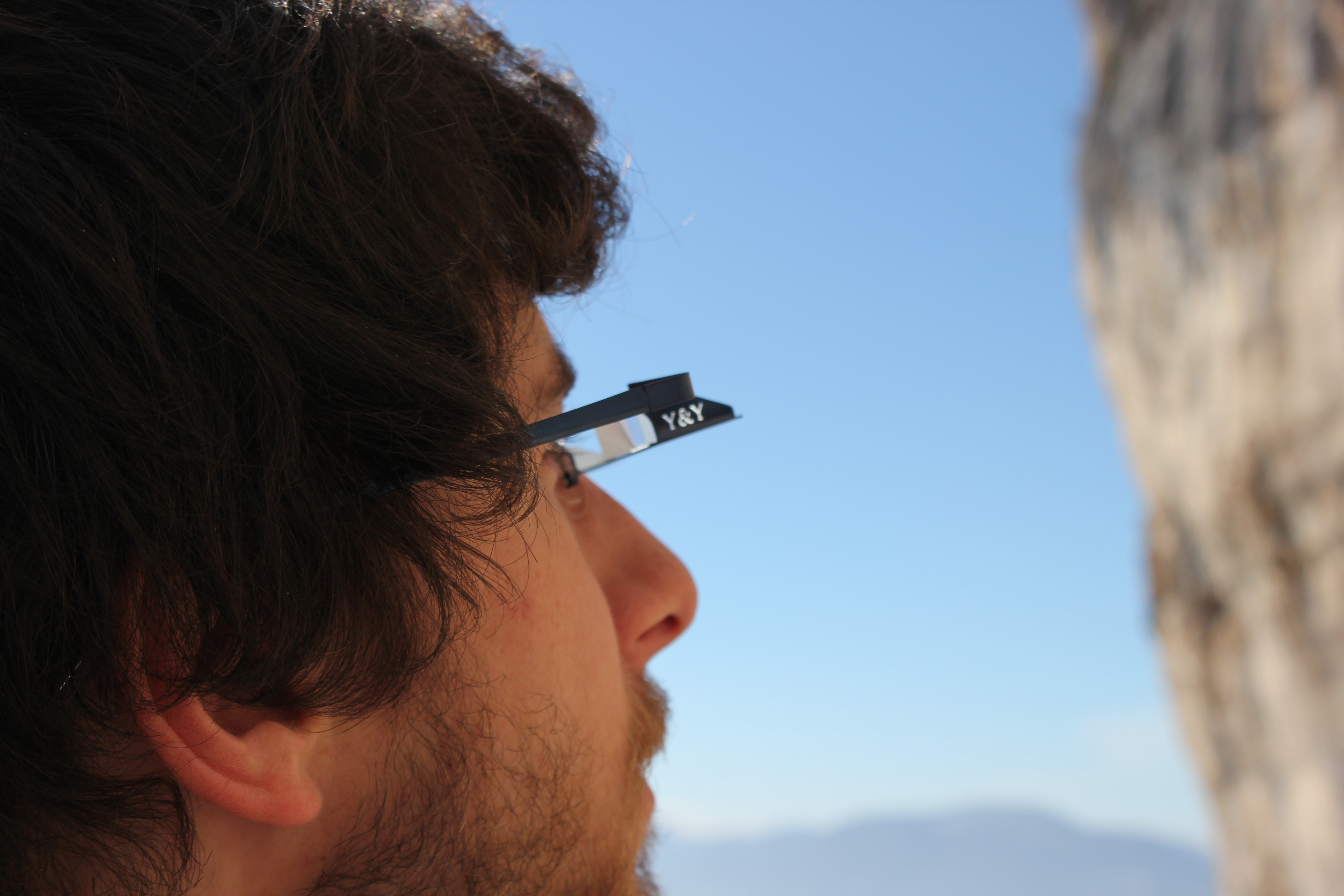
Utilisation des lunettes
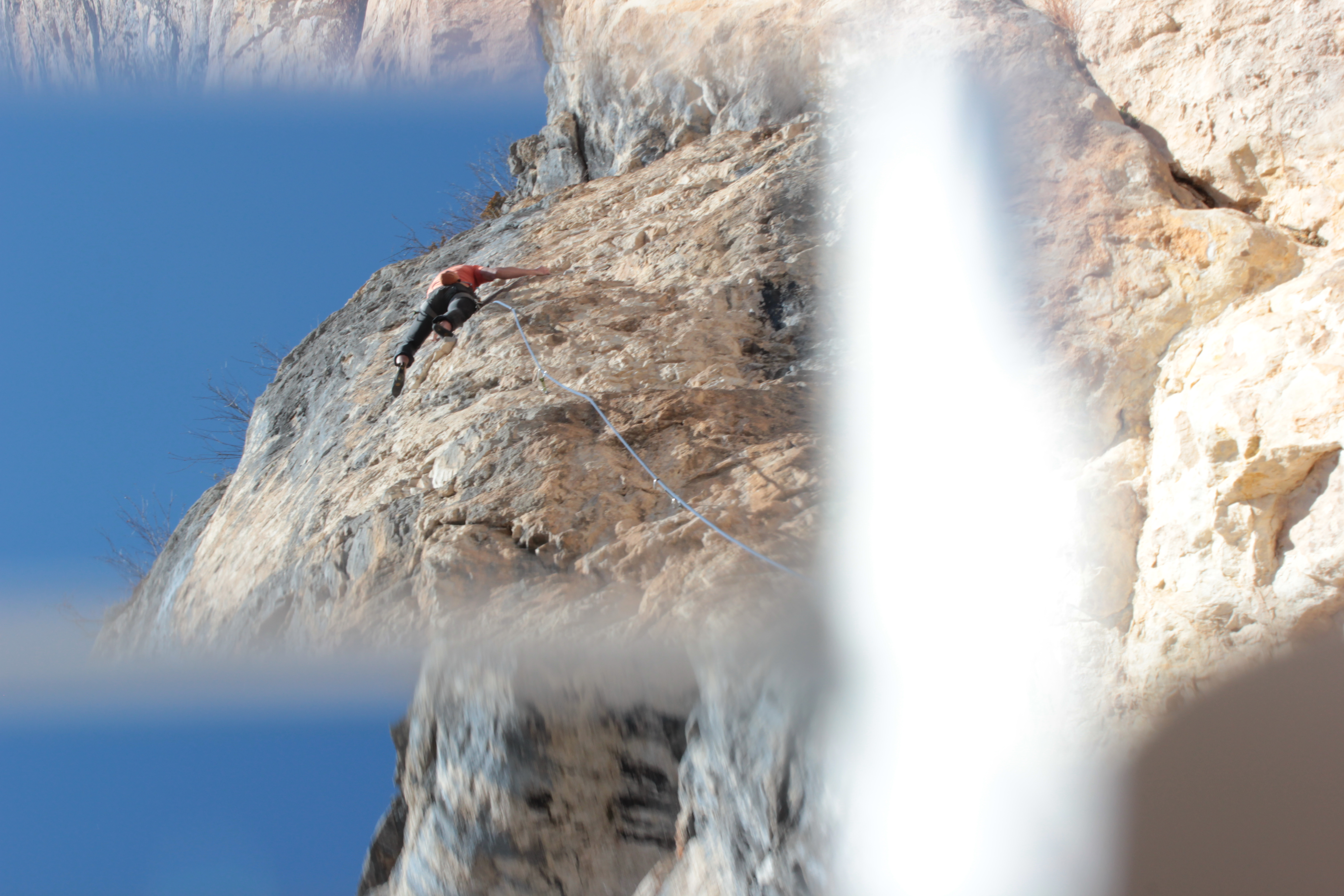
Vue à travers les lunettes